# Liste der Ortschaften im Bezirk Güssing
Die Liste der Ortschaften im Bezirk Güssing enthält die Gemeinden und ihre zugehörigen Ortschaften im burgenländischen Bezirk Güssing (in Klammern stehen die Einwohnerzahlen zum Stand 1. Jänner 2024):
- Bildein
  - Oberbildein (183)
  - Unterbildein (165)

- Bocksdorf (807)

- Burgauberg-Neudauberg
  - Burgauberg (760)
  - Neudauberg (679)

- Eberau (391)
  - Gaas (262)
  - Kroatisch Ehrensdorf (67)
  - Kulm im Burgenland (118)
  - Winten (78)

- Gerersdorf-Sulz
  - Gerersdorf bei Güssing (496)
  - Rehgraben (168)
  - Sulz im Burgenland (353)

- Großmürbisch (238)

- Güssing (2646)
  - Glasing (118)
  - Krottendorf (215)
  - Sankt Nikolaus (201)
  - Steingraben (178)
  - Urbersdorf (232)

- Güttenbach (866)

- Hackerberg (374)

- Heiligenbrunn (240)
  - Deutsch Bieling (74)
  - Hagensdorf im Burgenland (196)
  - Luising (63)
  - Reinersdorf (162)

- Heugraben (226)

- Inzenhof (329)

- Kleinmürbisch (227)

- Kukmirn (733)
  - Eisenhüttl (140)
  - Limbach (563)
  - Neusiedl (572)

- Moschendorf (370)

- Neuberg im Burgenland (937)

- Neustift bei Güssing (434)

- Olbendorf (1485)

- Ollersdorf im Burgenland (959)

- Rauchwart (475)

- Rohr im Burgenland (362)

- Sankt Michael im Burgenland (786)
  - Gamischdorf (146)
  - Schallendorf im Burgenland (83)

- Stegersbach (2752)

- Stinatz (1254)

- Strem (638)
  - Deutsch Ehrensdorf (121)
  - Steinfurt (108)
  - Sumetendorf (43)

- Tobaj (285)
  - Deutsch Tschantschendorf (544)
  - Hasendorf im Burgenland (95)
  - Kroatisch Tschantschendorf (112)
  - Punitz (298)
  - Tudersdorf (66)

- Tschanigraben (66)

- Wörterberg (533)